# Kościół św. Zygmunta w Rososze
Kościół św. Zygmunta w Rososze (filia parafii Będków) – orientowany, drewniany kościół ufundowany przez biskupa Jana Dębowskiego w 1762 r. Obiekt wpisany na listę zabytków Narodowego Instytutu Dziedzictwa.

## Historia
Kościół pochodzi z XV wieku. Początkowo Będków terytorialnie należał do nieistniejącej dziś parafii w miejscowości Rosocha. Tuż przed 1300 rokiem we wsi wystawiono kościół św. Zygmunta i Wszystkich Świętych, który do 22 listopada 1523 pełnił funkcję kościoła parafialnego.
23 listopada 1523 roku arcybiskup gnieźnieński Jan Łaski na prośbę właścicieli miasta erygował w Będkowie, przy istniejącym od 1462 r. kościele Narodzenia Najświętszej Maryi Panny, parafię, a świątynię w Rososze uczynił jej filią. W tym czasie kościół popadł jednak w ruinę. Obecny budynek ufundowany został przez biskupa Jana Dębowskiego. Z pierwotnych murów kościoła pozostała jedynie kamienna kropielnica, znajdująca się przy bocznych drzwiach świątyni. W 1946 r. z datków mieszkańców Rosochy i pobliskich miejscowości udało się odnowić zadaszenie budynku. W latach sześćdziesiątych przeprowadzono konserwacje i zainstalowano instalacje elektryczną.

## Architektura
Wykonana całkowicie z drewna modrzewiowego budowla posiada konstrukcje zrębową. Do najważniejszych elementów świątyni należy gotycko-renesansowa rzeźba św. Zygmunta z I połowy XVI wieku, która widnieje w barokowym ołtarzu, gotycka kamienna kropielnica i rokokowy drewniany relikwiarz, zachowany z pierwotnych murów kościoła. Nawa w kształcie kwadratu ma być symbolem stabilności świata.
W centrum ołtarza umieszczone zostało rzeźbione oko Boga w kształcie trójkąta, urzeczywistniającego Trójce Świętą. Chór muzyczny, wsparty na dwóch profilowanych słupkach oraz belka tęczowa z ludowym krucyfiksem z XVII wieku podkreślają barokowy charakter budowli.